# St. Leodegar (Grenzach)

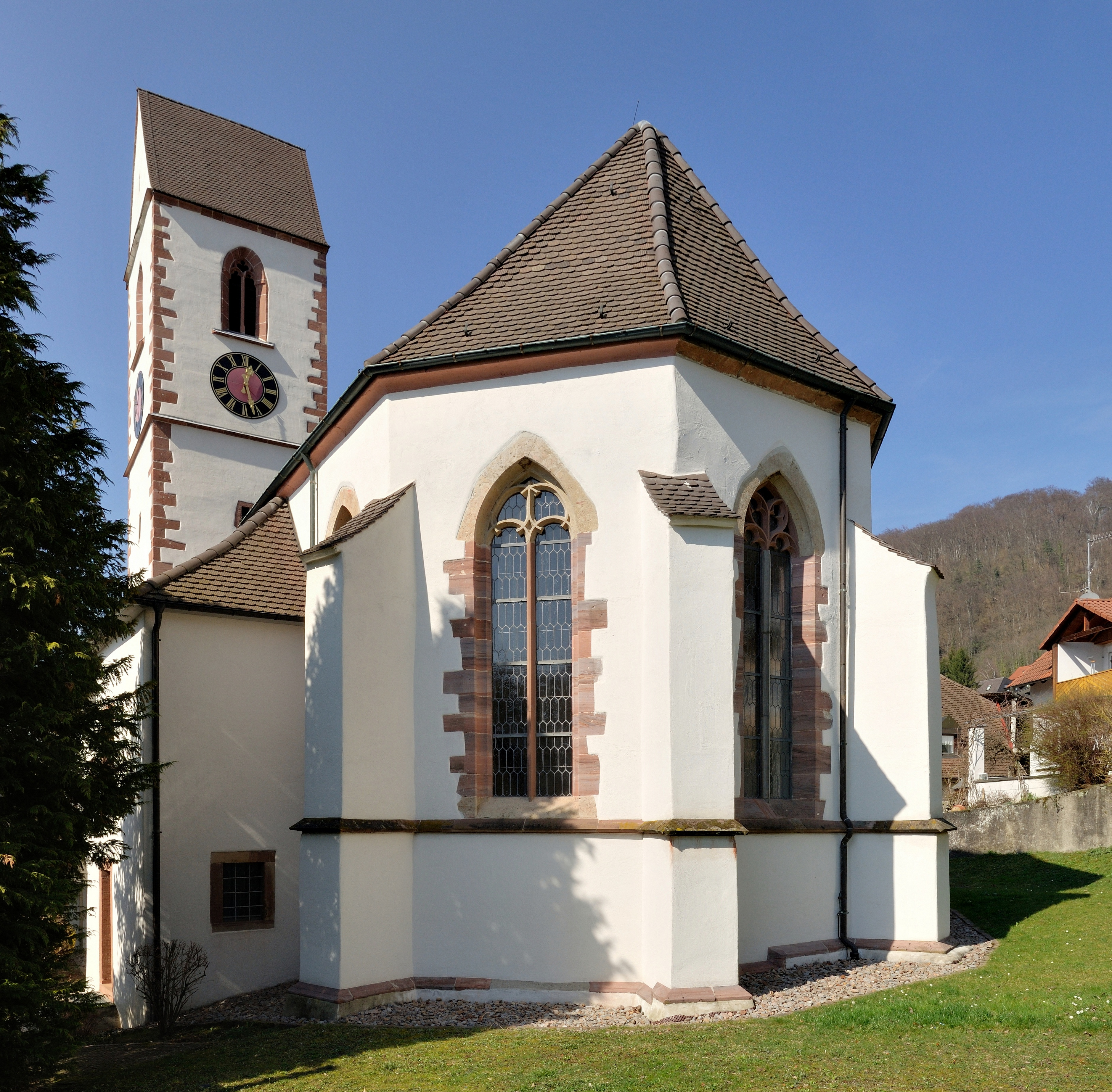
St. Leodegar (Chorseite)

St. Leodegar ist eine evangelische Kirche in Grenzach-Wyhlen im Landkreis Lörrach, die dem Patrozinium des heiligen Leodegar geweiht ist. Die ältesten Teile des Bauwerks gehen auf das 15. Jahrhundert zurück.

## Geschichte
Ein Pfarrer („plebanus in Cranzach“) wird in Grenzach zum ersten Mal in einer Urkunde aus dem Jahr 1275 erwähnt. Das Gotteshaus („ecclesia Krencznach“) taucht in den Jahren 1360 bis 1370 in den Schriftquellen auf. Aus der Spätgotik stammen der Turmunterbau von 1408 und der Triumphbogen. Der polygonale Chor mit Fünfachtelschluss ist inschriftlich auf 1426 datiert. Die Bauarbeiten dürften sich über mehrere Jahrzehnte hingezogen haben und waren mit der Weihe des neuen Altars, am 2. Juni 1481, abgeschlossen. Der Basler Bischof konsekrierte die Kirche zu Ehren des Heiligen Leodegar von Autun sowie der heiligen Stephan, Georg, Sylvester und Kolumban. Ein Wappen auf einer Konsole im Sakramentshaus aus dem Jahr 1494 erinnert an die Eheschließung zwischen Adelberg III. von Bärenfels und Ursula von und zu Schönau.
Das spätgotische Eingangsportal zeigt die Jahreszahl 1507; in diesem Jahr erfolgten Renovierungsarbeiten und Erweiterungen. Nach Ende des Dreißigjährigen Krieges schob man die Wände des Langhauses zur Verbreiterung hinaus. 1728 baute man große rechteckige Fenster ein und malte die flache Decke des Kirchenschiffs mit einer Verkündigungs-Szene aus.
Bei Renovierungsarbeiten 1835 versetzte man die Orgel aus dem Chor auf eine Empore im Langhaus. Die Längsseiten erhielten auf gusseisernen kleinen Säulen ruhende Emporen. Auch der Stuckateur Jodok Friedrich Wilhelm war an den Arbeiten beteiligt, von ihm stammt der Taufstein. In den folgenden 100 Jahren wurde der Kirchenraum weitere Male erneuert.
Eine weitere grundlegende Umgestaltung erfuhr die Grenzacher Leodegarkirche 1954. In diesem Jahr wurden neue farbige Chorfenster eingebracht, die der Schopfheimer Künstler Theodor Baumann schuf. Auch das Inventar im Altarbereich und der Taufstein wurden erneuert und das Deckengemälde von 1728 erhielt einen neuen Platz an der Nordseite des Langhauses über dem Gefallenendenkmal. Von der Empore blieb nur die an der Süd- und an der Westseite.

## Beschreibung

### Kirchenbau

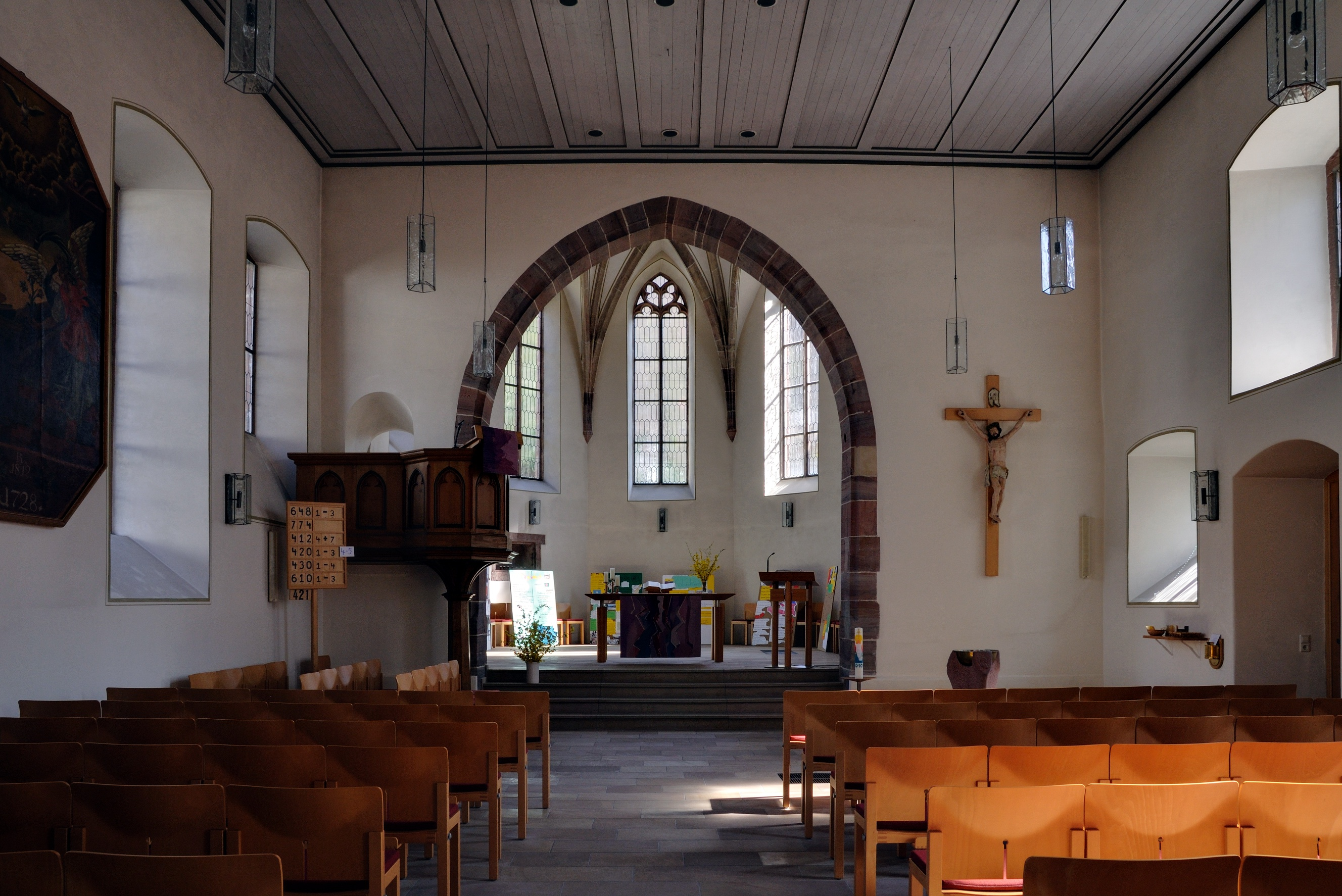
Langhaus mit Blick zum Triumphbogen

Die Kirche steht leicht erhöht an einem Hang in der Nähe des Grenzacher Rathauses. An das mit einem Satteldach gedeckte Langhaus schließt sich an der Westseite ein viergeschossiger Glockenturm an; im Osten ein gegenüber dem Langhaus leicht erhöhter polygonaler Chor, dessen Abschluss ein Walmdach bildet. Der Turm ist mit einem quer zum Langhaus verlaufenden Satteldach gedeckt. Im obersten Stockwerk befinden sich zu allen Seiten hin je eine rundbogige Klangarkade, darunter ein Zifferblatt der Turmuhr. Der Turm ist mit Eckquaderung bis unter die Dachkante profiliert.

### Glocken
Das fünfstimmige Geläut der Kirche setzt sich wie folgt zusammen:
| Glocke | Name              | Schlagton | Gussjahr | Gießer                                      |
| ------ | ----------------- | --------- | -------- | ------------------------------------------- |
| 1      | Gedächtnisglocke  | e′        | 1950     | Glocken- und Kunstgießerei Rincker, Wetzlar |
| 2      | Mittagsglocke     | g′        | 1839     | Johann Jakob Schnegg, Basel                 |
| 3      | Friedensglocke    | a′        | 1952     | Glockengießerei Bachert, Karlsruhe          |
| 4      | Vaterunser-Glocke | h′        | 1950     | Glocken- und Kunstgießerei Rincker, Wetzlar |
| 5      | Taufglocke        | d″        | 1921     | Glockengießerei Bachert, Karlsruhe          |

### Orgel
Die ursprüngliche Orgel vom Orgelbauer Haas aus Murg erhielt die Kirche 1737. Unter Einbeziehung des alten Werkes entstand 1839 eine Walcker-Orgel, die 1954 im Zuge der Renovierung von G. F. Steinmeyer & Co. umgestaltet wurde und beide Orgeln miteinander kombinierte. Das Instrument arbeitete mit elektrisch-pneumatischer Spiel- und Registertraktur, Kegellade und besaß zwei Manuale, ein Pedal und 24 Registern.
2002 wurde eine neue Orgel durch das Unternehmen Orgelbau Goll aus Luzern errichtet. Das Instrument erhielt folgende Disposition:
| I Hauptwerk C–g3 |             |       |   |
| 1.               | Principal   | 8′    |   |
| 2.               | Holzgedackt | 8′    | H |
| 3.               | Octave      | 4′    |   |
| 4.               | Octave      | 2′    |   |
| 5.               | Mixtur III  | 1 ⁄3′ |   |
| 6.               | Trompete    | 8′    |   |

| II Hinterwerk C–g3 |            |        |
| 7.                 | Rohrflöte  | 8′     |
| 8.                 | Spitzgambe | 8′     |
| 9.                 | Blockflöte | 4′     |
| 10.                | Quinte     | 2 ⁄3′  |
| 11.                | Flöte      | 2′     |
| 12.                | Terz       | 1 3⁄5′ |

| Pedal C–f1 |           |     |   |
| 13.        | Subbass   | 16′ | V |
| 14.        | Octavbass | 8′  | H |
| 15.        | Octave    | 4′  |   |
| 15.        | Fagott    | 16′ |   |

- Tremulant
- Koppeln: II/I, I/P, II/P

Anmerkungen
H: Pfeifen aus der Haas-Orgel von 1737
V: Pfeifen einer Vorgängerorgel

### Epitaphe

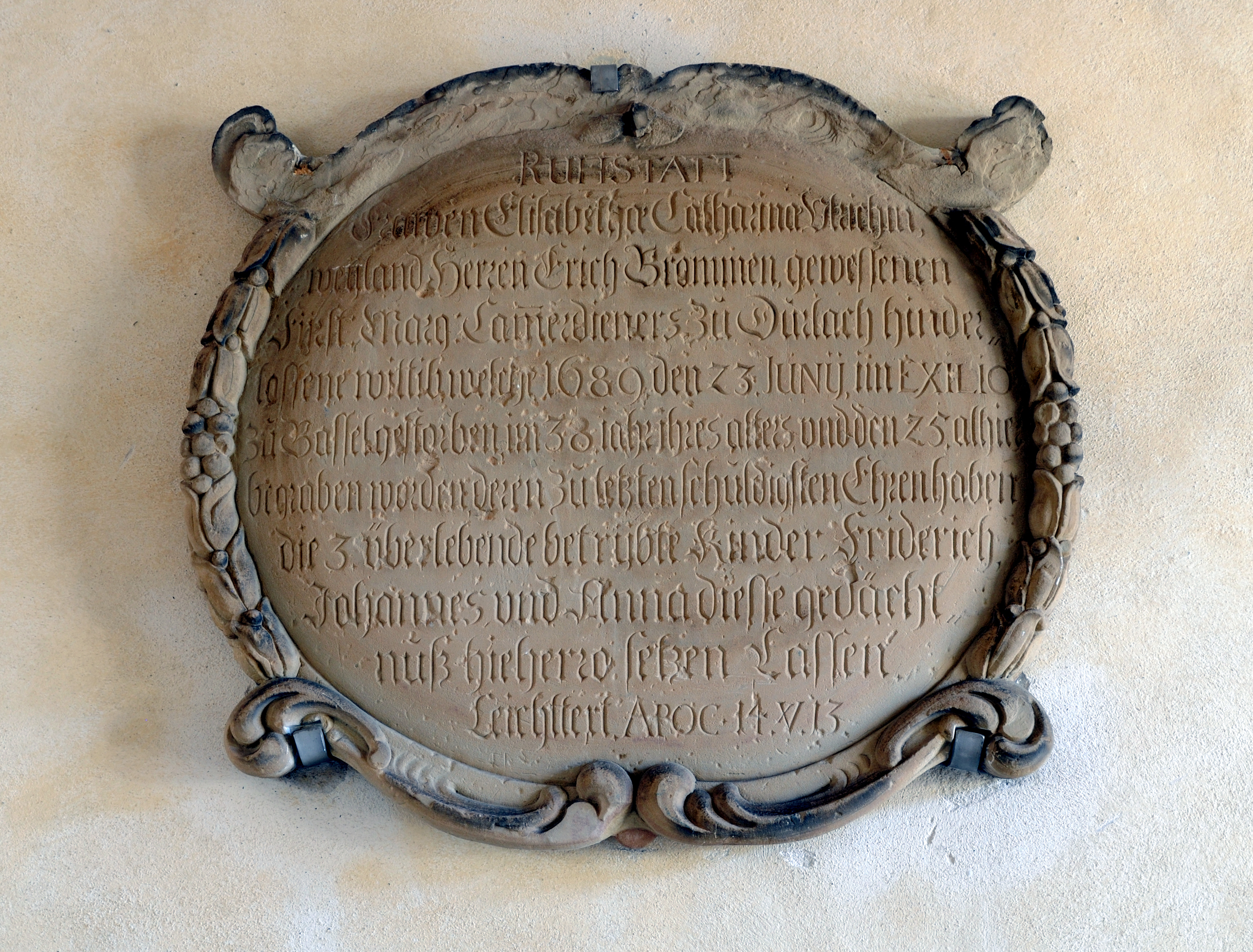
Epitaph in der Turmhalle

An der Chornordwand befinden sich zwei Epitaphe, die an folgende Personen erinnern: Wilhelm von Eckstet († 24. Dezember 1710), Melchior von Bärenfels († 1633) und seine Ehefrau Margareta von Bärenfels, geb. Schauenburg († 1633) und deren Söhne Hannibal von Bärenfels († 1647) mit seiner Ehefrau Maria Magdalena von Bärenfels, geb. Landsperg († 1647). In der Turmhalle ist ein Epitaph von Anna Maria Salzmann, geb. Bucher († 1678) angebracht. An der Südseite des Langhauses befindet sich die Grabplatte von Elisabeth Catharina Bremmer, geb. Ulrich († 23. Juni 1689).